# 莫焦罗什巴尼奥
莫焦罗什巴尼奥，是匈牙利科马罗姆-埃斯泰尔戈姆州所辖的一个村。总面积7.32平方公里，总人口870，人口密度118.9人/平方公里（2011年1月1日）。